# Paisaje protegido de Vallebrón
El paisaje protegido de Vallebrón es un espacio natural protegido localizado entre los municipios de La Oliva y Puerto del Rosario, en la isla de Fuerteventura (Canarias, España). Constituye una unidad geomorfológica representativa de la isla y de gran valor paisajístico.
Con sus 690 m s. n. m. localizado en el vértice del Pico de La Muda representa una de las elevaciones más importantes del territorio.